# 岡島博徳
岡島 博徳（おかじま ひろのり、1961年6月25日 - ）は、熊本県出身の俳優。

## 人物
熊本電波工業高等専門学校出身。
1990年代より多数のテレビドラマ、映画、オリジナルビデオに端役で出演。

## 出演作品

### テレビドラマ
- NHKスペシャル / 緑の果て（1990年、NHK）
- 土曜ドラマ / 街角 第2話（1990年、NHK）
- 水曜劇場（フジテレビ）
  - 振り返れば奴がいる（1993年）
  - ナオミ Lesson4「私の愛した…ストーカー」（1999年）
  - 私を旅館に連れてって 第2話「っていうか大失敗」（2001年）
- 17才-at seventeen-（1994年、フジテレビ）
- まばたきの海に（1994年、NHK）
- 世にも奇妙な物語 秋の特別編 「君だけに愛を」（1994年、フジテレビ） - 大杉
- ベストフレンド（1995年、読売テレビ）
- 風の刑事・東京発! 第19話「狙われた新婚旅行! 裏金作りの女」（1996年、テレビ朝日）
- 月曜ドラマ・イン / 闇のパープル・アイ 第5話「襲われた妹舞子!! 運命の死…」（1996年、テレビ朝日）
- 超光戦士シャンゼリオン 第28話「犬と猫と馬と鹿」（1996年、テレビ東京） - 刑事
- 土曜ワイド劇場（テレビ朝日）
  - 新・女弁護士 朝吹里矢子（財前直見版） 第4作「僧衣を着た銀行強盗の告発!?」（1996年） - 岸本
  - 正当防衛（1997年）
- 電磁戦隊メガレンジャー 第13話「どきどき! 先生は風のように」（1997年、テレビ朝日） - 田中教授
- いいひと。 第11話「走れ! 透明シューズに夢を乗せて… 愛と涙と感動のラストラン」（1997年、関西テレビ）
- 木曜の怪談'97 「爆裂!分身娘」 第2、3話（1997年、フジテレビ）
- 火曜サスペンス劇場 / 刑事・鬼貫八郎 第7作「憎悪の化石」（1997年、日本テレビ） - 記者
- 神様、もう少しだけ 第10話「二人、結ばれる夜」（1998年、フジテレビ）
- 金曜エンタテインメント / 噂の女人情詐欺師 早苗とたまき・涙の事件簿 第2作「上諏訪温泉高級老人ホームを狙う悪徳商法を潰せ！平成のネズミ小僧只今参上」（1998年、フジテレビ） - 出前持ち
- 走れ公務員! 第4話「グルメ婦警マツタケでクビ」（1998年、フジテレビ）
- 古畑任三郎 3rd season 第7話「哀しき完全犯罪」（1999年、フジテレビ）
- 小市民ケーン 第3話「自殺を止める男止めない男」（1999年、フジテレビ）
- 木曜劇場 / スタアの恋 第5話「帰れないふたり」（2001年、フジテレビ）
- 仮面ライダー龍騎 第9話「真司が逮捕!?」（2002年、テレビ朝日）
- ウルトラマンマックス 第9話「龍の恋人」（2005年、CBC） - 警官

### 映画
- 野獣死すべし（1997年、大映） - 伊達英彦
  - 野獣死すべし 復讐篇（1997年、大映） - 伊達英彦
- あぶない情事 獣のしたたり（1998年、国映）
- モスラ3 キングギドラ来襲（1998年、東宝）
- 堕ちてゆく人妻 禁断の母娘（2000年）※未公開映画
- 夜の影（2009年）

### オリジナルビデオ
- 投稿写真白書 顔だけは隠して（1996年）
- 新任女教師 禁断の教育実習（1997年） - 佐伯（数学教師）
- ラブドール リストラOLレンタル中!（1998年）
- 熱い視線 狙われた部屋（1998年）
- OLの性8 淫らに乱れて満たして（1998年）
- 飢獣（1999年）
- 人妻調教 ひざまくら（2000年）
- 堕ちてゆく人妻 禁断の母娘 （2001年）
- 愛欲願望 ひざまくら（2003年）
- 人妻官能スペシャル 私の心、癒してください…（2004年）
- イヴの 夫には知られたくない妻の秘密（2005年）
- 農家の嫁 四十路の蜜畑（2005年）
- 人妻痴漢白書 感じる指先（2013年）